# Dövlətalıbəyli
Dövlətalıbəyli è un comune dell'Azerbaigian situato nel distretto di Cəlilabad. Conta una popolazione di 375 abitanti.